# Взаимное признание православных религиозных объединений
Люди, считающие себя православными христианами, обычно верят в то, что они являются членами единственной истинной Вселенской церкви, основанной Иисусом Христом и апостолами, но практически не образуют всемирной религиозной организации с одним центральным руководящим органом. Административно независимые друг от друга православные религиозные объединения могут занимать разные позиции по вопросу о признании других религиозных объединений законно принадлежащими к Вселенской церкви, поддерживать или не поддерживать каноническое и евхаристическое общение друг с другом. Вопрос о том, какие именно церкви действительно относятся ко Вселенскому православию, является дискуссионным; перечни таковых в диптихах разных церквей отличаются, и между крупными поместными православными церквями далеко не всегда существует полное взаимное признание и общение.
Некоторые православные христиане по отношению к тем, кто разделились с ними, но продолжают идентифицировать себя как православных, употребляют такие наименования, как «автономные православные направления (конфессии)», «альтернативное православие», «непризнанные», «неканонические», «раскольнические», «схизматические» православные церкви (юрисдикции), «православные церкви неопределённого статуса», «православные диссиденты» и другие.
Подобные термины встречаются и в светских публикациях, но обычно не употребляются применительно к древневосточным (нехалкидонским) церквям, которые также именуют себя православными (ортодоксальными), но исповедуют иное, миафизитское богословие.
Почти все православные церкви, не признаваемые крупными поместными православными церквями, имеют собственную церковную иерархию и административные центры, обычно действующие параллельно на одних и тех же территориях, а также есть и не подчинённые никому (акефальные) отдельные группы, священники и монахи. С точки зрения церковной идеологии и «стиля» церковного служения, эти общины образуют широкий спектр вариантов — от ультраконсервативных и консервативных (таких большинство) до умеренных, либеральных и даже ультралиберальных. Численность этих общин, как правило, составляет от нескольких человек до нескольких сотен, оценки общей численности последователей данных организаций в мире сильно колеблются от одного до ста миллионов человек. В России действуют от 15 до 30 таких религиозных объединений.

## Общая характеристика
Единая Православная церковь (Вселенское православие) существует в виде сообщества самостоятельных поместных церквей. Их объединяет не какой-либо церковно-административный центр, но, прежде всего, общее православное вероучение и общение в таинствах. Православие отвергает концепцию «взаимного евхаристического общения» («интеркоммунион») с отделившимися от него христианскими группами, как неправославными, так и православными раскольническими. Таким образом, отделение какого-либо церковного объединения от Вселенского православия, даже при сохранении православного учения, ставит его вне евхаристического общения с поместными церквами, вне «границ Церкви». Однако это не относится к разделениям, вызванным глубокими догматическими разногласиями: когда некоторая община или Церковь прекращает евхаристическое общение со своим священноначалием «ради некия ереси» в соответствии с каноническим 15-м правилом Двукратного собора.
Близким, но не тождественным евхаристическому общению, является понятие «канонического общения» — признания иерархии той или иной церкви. Важнейшим признаком каноничности церкви являются непрерывное апостольское преемство в рукоположении священнослужителей, в случае нарушенного или сомнительного преемства, такие церкви считаются «безблагодатными», с недействительными таинствами. Следует подчеркнуть, что техническая непрерывность апостольской преемственности рукоположений отрицается далеко не за всеми неканоническими церквями, но рукоположения, совершённые вне канонических структур, по определению рассматриваются как незаконные, то есть не санкционированные церковью.

## Представители Русской православной церкви о термине «альтернативное Православие»
Митрополит Русской православной церкви Иларион (Алфеев): 
То, что вы называете «альтернативное Православие», мы называем схизма
Журналист, сотрудник издательского совета Русской православной церкви Сергей Чапнин:
Легитимизировать многочисленные неканонические группы в середине 90-х гг. попытались некоторые религиозные публицисты. Они предложили ввести термин «альтернативное православие» и активно использовали его в светской прессе и даже экспертных и религиоведческих изданиях. Следует признать, что это была самая энергичная попытка обосновать существование общин, не имеющих евхаристического общения с Русской Православной Церковью и не желающих вступать с ней в общение. Термин «альтернативное православие» отвергается православными богословами и публицистами как недопустимый с точки зрения православной экклезиологии, однако он уже получил некоторое распространение в религиоведческой литературе.

### Варианты классификации
А. Н. Лещинский выделяет семь пересекающихся подтипов объединений, отколовшихся от РПЦ: 1) дореформенные (древлеправославные и старостильные) церкви; 2) эмигрантские (РПЦЗ); 3) Истинно-Православная церковь; 4) Катакомбная церковь, 5) «автокефальные»; 6) апокалиптические (Пензенские затворники); 7) обновленческие. В то же время А. Г. Краснова отмечает, что «данная классификация, на наш взгляд, обладает тем существенным недостатком, что в ней нет чёткости критерия, по которому происходит разделение».
В четырёхтомнике священника П. В. Бочкова «неканонические православные юрисдикции» разделены на политические, реформаторские, идейно-национальные и старостильный расколы.
«Древлеправославные церкви»
- Поповство
  - Древлеправославная архиепископия
  - Древлеправославная церковь Украины
  - Древлеправославная церковь Христова Белокриницкой иерархии
  - Русская древлеправославная церковь
  - Русская православная старообрядческая церковь
  - Русская православная старообрядческая церковь в Румынии
- Беспоповство
  - Древлеправославная поморская церковь
    - Восточная старообрядческая церковь

  - Федосеевцы
    - Древлеправославная старопоморская церковь федосеевского согласия

  - Любушкино согласие
  - Спасово согласие
  - Странническое согласие
  - Часовенное согласие

«Истинно-православные церкви»
- «Катакомбные и зарубежные церкви»[41][42]
  - Российская православная автономная церковь
  - Русская истинно-православная церковь
  - Русская православная церковь заграницей (Виталия)
    - Русская православная церковь заграницей (Виталия и Владимира)
    - Истинно-православная церковь Молдавии
    - Российская православная церковь

  - Церковь Иоанна Богослова
  - Русская православная церковь заграницей (Агафангела)
  - Патриархия Российской истинно-православной катакомбной церкви
  - Фёдоровцы
- «Старостильные церкви»[43][44][45]
  - Православные старостильные церкви Греции
    - Истинно православная церковь Греции (Синод Кирика)
    - Истинно-православная церковь Греции (Синод Хризостома)
      - Синод противостоящих

    - Церковь истинно-православных христиан Греции (Синод Авксентия)
    - Церковь истинно-православных христиан Греции (Синод Каллиника)

  - Истинно-православная церковь Румынии
  - Православная старостильная церковь Румынии
  - Миланский синод
  - Болгарская православная старостильная церковь
  - Сербская истинно-православная церковь
  - Святая православная церковь Северной Америки

«Автокефалистские национальные православные церкви»
- Абхазская православная церковь
- Анакопийская епархия
- Белорусская автокефальная православная церковь
- Кафолическая православная церковь Португалии
- Православная церковь в Италии[англ.]
- Турецкая православная церковь
- Харьковско-Полтавская епархия УАПЦ (обновлённая)
- Черногорская православная церковь
- Чувашская автокефальная национальная православная церковь
- Украинская автономная православная церковь Львова
- Украинская православная церковь Киевского патриархата

«Обновленческие (реформистские) православные церкви»
- Апокалиптическая православная церковь
- Апостольская православная церковь
- Истинно-православная церковь (Рафаила)
- Кафолическая православная церковь Франции
- Православная Российская церковь (Кириака)
- Православная церковь Божией Матери Державная
- Русская катакомбная церковь истинно-православных христиан
- Украинская автокефальная православная церковь каноническая
- Украинская реформаторская православная церковь

Прочие православные движения
- Имяславие[49][50]
- Иннокентьевцы[51]
- Иоанниты[52]
- Небесная апокалипсическая церковь Откровения Иоанна Богослова[53]
- Царебожие[54]
  - Царская православная церковь